# Macrochaetus philopax
Macrochaetus philopax är en hjuldjursart som beskrevs av Wulfert 1961. Macrochaetus philopax ingår i släktet Macrochaetus och familjen Trichotriidae. Inga underarter finns listade i Catalogue of Life.